# Kewaskum (hrabstwo Washington)
Kewaskum – wieś w Stanach Zjednoczonych, w stanie Wisconsin, w hrabstwie Washington.